# Hypocrita crocota
Hypocrita crocota là một loài bướm đêm thuộc phân họ Arctiinae, họ Erebidae.